# Manuel Lopes da Costa Pinto
Manuel Lopes da Costa Pinto, primeiro e único barão e depois visconde de Aramaré, (Santo Amaro, 8 de dezembro de 1809 — Santo Amaro, 22 de novembro de 1889) foi um fazendeiro brasileiro, proprietário de diversos engenhos na região de Santo Antônio de Jesus, além de coronel da Guarda Nacional. Possuía também diversos escravos, entre os quais a mãe de Teodoro Fernandes Sampaio, o qual nascera em um dos engenhos do visconde.
Filho dos portugueses Antônio da Costa Pinto e Mariana Joaquina de Jesus. Casou-se em 1849 com a sobrinha, Maria Joaquina Ferreira de Moura, com a qual teve extensa descendência.

## Títulos e honras
Oficial da Imperial Ordem da Rosa.
Barão de Aramaré
Título conferido por decreto imperial em 6 de setembro de 1866. Faz referência a um engenho da família Costa Pinto.
Visconde de Aramaré com honras de Grandeza
Título conferido por decreto imperial em 26 de abril de 1879.